# Artiste du peuple d'Ukraine
Artiste du peuple d'Ukraine (en ukrainien Народний артист України) est un titre honorifique qui peut être décerné au nom du peuple ukrainien.
Cette décoration a été créée en 1922 et a été décernée au nom de la République socialiste soviétique d'Ukraine sous le nom de Народний артист УРСР ainsi qu'au nom du peuple ukrainien pendant l'indépendance.
Elle a été créée pour honorer les citoyens pour leurs mérites exceptionnels dans le domaine des arts, danse, musique, théâtre, cirque cinéma, compositeurs, animateurs radio-visuels...
Il peut être décerné à titre posthume.

## Il peut être décerné à
En plusieurs sections :

### Cinéma
- Kira Mouratova.
- Édouard Kyrytch.
- Lioudmyla Efymenko.

### Télévision
- Taïssia Povaliy.

### Peintres
1. Katerina Bilokour.

### Danse
1. Tatiana Stepanova (ballerine).
2. Hryhorii Chapkis

### Musique
1. Olexandre Bilach.
2. Ivan Karabits.
3. Ivan Koutchouhoura-Koutcherenko.
Présentés à titre d'exemples.